# アメリカン・ブルーパーズ
アメリカン・ブルーパーズは、1983年と1984年の2度にわたり、アメリカ合衆国で製作されたスポーツのドキュメンタリー映画。日本では東映が版権を買い取り、東映系の洋画上映館で公開された。
同作品は、世界各地のスポーツ・70種目以上の中から、プレー中に起きた一瞬のスキで起こってしまったトラブルや、珍プレー、さらに世界の少数スポーツ種目などのフィルムを集め、実際にプレーしたアスリートも多数登場する記録映画作品である。
1984年公開の第2弾は、ロサンゼルス五輪の聖火ランナーが警察の事情聴取を受けるというフィクションのシーンも交えているほか、アメリカを代表する映画をパロディーにしたストーリー仕立てでスポーツの迷場面を特集している。
1作目は1984年5月5日にフジテレビ系『ゴールデン洋画劇場』にて初放送。以降、同枠で1986年4月26日、1987年8月8日に放送されている。2作目は1985年4月27日に放送された。
1作目の声優、スタッフは以下の通り。
団しん也、広川太一郎、富田耕生、内海賢二、富山敬、松金よね子　翻訳：平田勝茂　脚本：高平哲郎　効果：スリーサウンド　調整：近藤勝之　演出：蕨南勝之　フジテレビ担当：酒井彰　日本語版製作：コスモプロモーション　配給：スティック・インターナショナル